# Georgika
Georgika (lat. Georgica) so drugo delo pesnika Vergilija. Ker originalni naslov Georgica pomeni dobesedno kmečke reči, se navadno prevaja z množinsko obliko Georgike.
Georgike so štiri knjige poučnih pesmi. Prvi dve govorita o naravi (polja in drevesa), drugi dve o živalih (domača živina in čebele). Prva in tretja sta sestavljeni iz daljših in zanimivejših pesnitev, medtem ko vsebujeta druga in četrta knjiga krajše sestavke. Pesnitev je gosto posejana z digresijami od glavnih vsebin, kar znatno poveča zanimivost in berljivost. S tem delom pesnik odstopa od idiličnega sveta, kot ga je bil prej prikazal v Bukolikah, in z realizmom predstavlja človeško delo v sožitju z naravo.
Prva knjiga, Georgicon liber I, vsebuje posvetilo Mecenatu, nato govori o poljedelstvu. Na koncu opisuje opustošenje polj, ki so ga prizadele državljanske vojne.
Druga knjiga, Georgicon liber II, pričenja s slavospevom bogu Bakhusu in nato opisuje razne načine poljedelstva, s posebnim obzirom na trto in oljko.
Tretja knjiga, Georgicon liber III, se najprej priporoči bogovom, nato slavi cesarja Oktavijana Avgusta; sledi kratek uvod v Eneido in poglobljen nauk o živinoreji.
Četrta knjiga, Georgicon liber IV, prinaša novo posvetilo Mecenatu in priporočilo bogu Apolonu, nato obširno obravnava čebelarstvo; pri tem so čebele predstavljene kot prispodoba idealne človeške družbe.